# Университет Джонса Хопкинса
Университе́т Джо́нса Хо́пкинса (иногда Гопкинса, англ. Johns Hopkins University) — частный исследовательский университет, основанный Джонсом Хопкинсом в городе Балтимор (штат Мэриленд, США). Университет также имеет кампусы и исследовательские центры в различных частях мира, включая Нанкин (Китай) и Болонью (Италия).

## История
Университет Джонса Хопкинса был открыт 22 февраля 1876 года; событие было приурочено к 100-летнему юбилею образования Соединённых Штатов и дню рождения первого президента США Джорджа Вашингтона. Первый президент университета, Дэниел Коит Гилман, в своей инаугурационной речи подчеркнул важность научных исследований и академического превосходства, что стало основой для будущего развития университета.

## Академическая репутация и исследования
Университет Джонса Хопкинса занимает ведущие позиции в международных рейтингах. В 2013 году вуз занял 17-е место в Академическом рейтинге университетов мира и 15-е место в рейтинге THE.

## Научные достижения
С университетом связана научная и исследовательская деятельность 36 лауреатов Нобелевской премии, работавших здесь в разное время. Университет Джонса Хопкинса является одним из самых цитируемых научных учреждений в мире.

## Исследовательские и военные проекты
Университет Джонса Хопкинса является вторым по величине после Массачусетского технологического института по объёму военных проектов среди университетов в США и, возможно, во всём мире. Годовой объём военных исследований приближается к миллиарду долларов, что превышает военные бюджеты многих стран.

## Филиалы и кампусы
Помимо основного кампуса в Балтиморе, университет имеет кампусы и филиалы в Нанкине, Китай и Болонье, Италия. Эти международные кампусы играют важную роль в глобальной образовательной и исследовательской миссии университета.

## Гордоновские конференции
Университет Джонса Хопкинса является основоположником международных научных Гордоновских конференций, способствующих обмену передовыми научными знаниями и идеями среди исследователей.

## Известные выпускники и преподаватели
Среди известных выпускников и преподавателей университета множество выдающихся учёных, политиков и деятелей искусства. Они внесли значительный вклад в свои области и прославили университет на международной арене.

## Структура

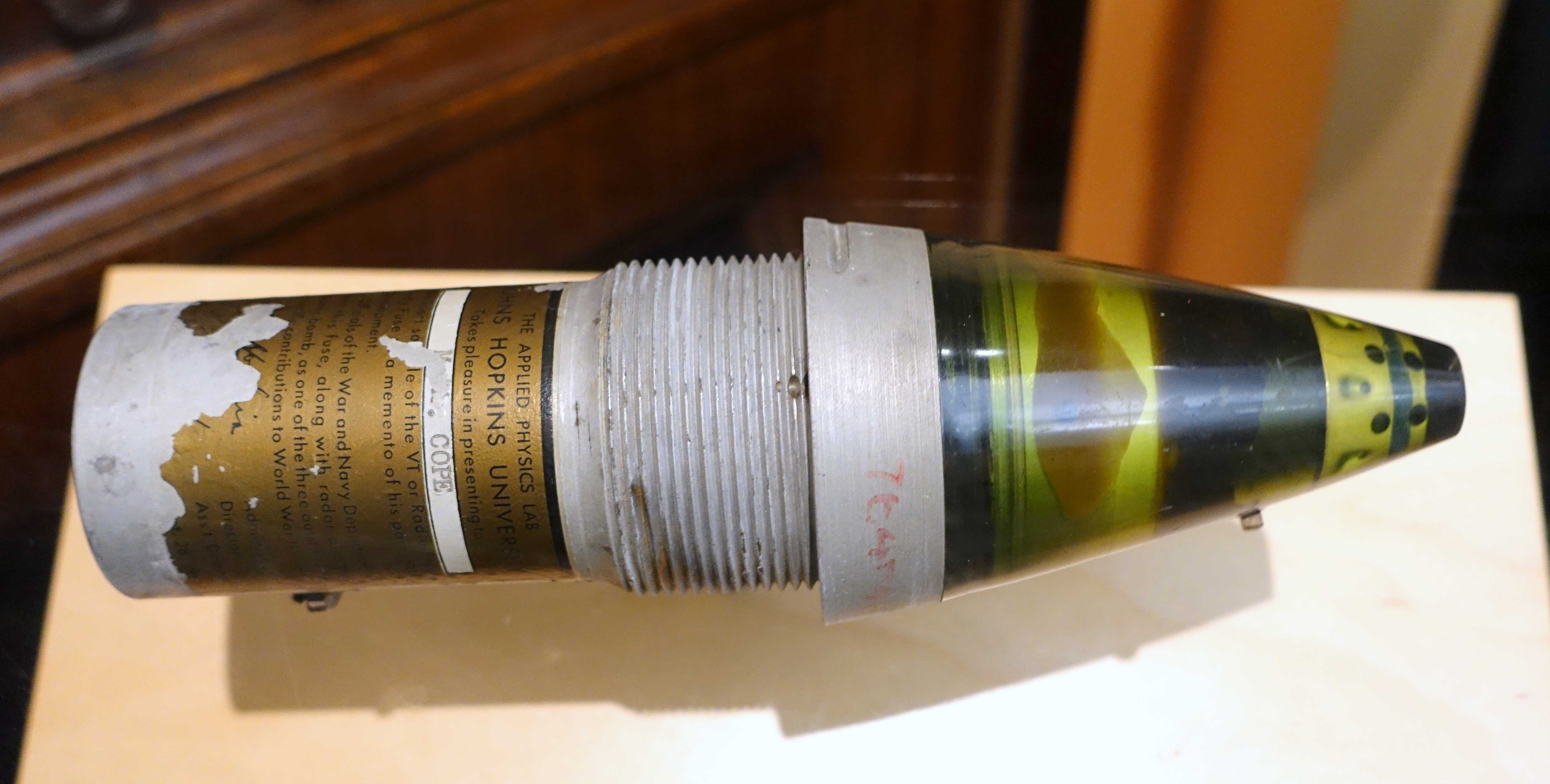
На фото образец продукции лаборатории прикладной физики университета — неконтактный взрыватель периода Второй мировой. Уже долгое время университет входит в двадцатку крупнейших подрядчиков ВПК США по военным НИОКР

В состав университета входят пять кампусов, включающих восемь школ, консерваторию Пибоди и лабораторию прикладной физики. В Балтиморе расположены три кампуса университета. В кампусе Хомвуд в северной части города находятся Школа искусств и наук Кригера, инженерная и педагогическая школы. На территории кампуса в восточном Балтиморе находятся школа медицины, медицинских сестёр и Школа общественного здоровья и здравоохранения, а также Госпиталь Джонса Хопкинса. В центре Балтимора находятся Бизнес-школа и консерватория Пибоди, включённая в состав университета в 1977 году. В Вашингтоне находится Школа передовых международных исследований Пола Нитце, одна из ведущих в мире школ, специализирующейся на подготовке дипломированных специалистов в области международных отношений, мировой экономики, дипломатии и политики. Располагает филиалами в Болонье, Италия и Нанкине, Китай. Лаборатория прикладной физики (APL) — подразделение университета, базирующееся в округе Хауард, близ города Лорел, штат Мэриленд. Лаборатория не ведёт образовательной деятельности, а занимается исключительно исследовательской работой, включая секретную, и выступает в первую очередь в качестве оборонного подрядчика, выполняя заказы для министерства обороны США и НАСА.
Библиотеки университета включают Библиотеку Джорджа Пибоди в Консерватории Пибоди.

## Научные исследования
Научно-исследовательская и опытно-конструкторская деятельность по заказу видов вооружённых сил, родов войск и служб, а также предприятий-подрядчиков военно-промышленного комплекса США является главной статьёй дохода университета. За период с 2004 по 2014 гг. университет переместился с 16-й на 8-ю позицию в рейтинге крупнейших подрядчиков для американской военной промышленности, с ежегодными контрактами на общую сумму возросшую с $248 млн в 2004 году до $783 млн в 2014 году. Среди других научно-исследовательских структур по объёму заказов с ним конкурирует только Массачусетский технологический институт (за указанный период $746 и $951 млн соответственно), Университет штата Пенсильвания, ранее конкурировавший с университетом Джонса Хопкинса по объёму заказов, в последние десять лет выбыл за пределы двадцатки.
В 2020 году публикует ежедневную статистику по заболеваемости коронавирусом.
В 2021 году опубликовал в NATO Review серию статей по технологиям современной войны, в том числе об использовании когнитивных биотехнологий и когнитивной войны.

## Президенты университета
- Даниэль Гилмен (май 1875 — август 1901)
- Айре Ремсен (сентябрь 1901 — январь 1913)
- Франк Гуднау (октябрь 1914 — июнь 1929)
- Джозеф Эймс (июль 1929 — июнь 1935)
- Исайя Боумен (июль 1935 — декабрь 1948)
- Детлев Бронк (январь 1949 — август 1953)
- Ловелл Рид (сентябрь 1953 — июнь 1956)
- Милтон Эйзенхауэр (июль 1956 — июнь 1967)
- Линкольн Гордон (июль 1967 — март 1971)
- Милтон Эйзенхауэр (март 1971 — январь 1972)
- Стевен Мюллер (февраль 1972 — июнь 1990)
- Вильям Ричардсон (июль 1990 — июль 1995)
- Даниэль Натанс (июнь 1995 — август 1996)
- Вильям Броуди (август 1996 — февраль 2009)
- Рональд Даниэльс (март 2009 — настоящее время)

## Борьба женщин США за право получения высшего образования
В XIX веке у женщин в США появилась возможность получения высшего образования, был открыт приём в отдельные университеты и на отдельные факультеты. В университете Джонса Хопкинса для женщин был открыт только медицинский факультет. Приём женщин на другие факультеты был открыт только при президенте Айре Ремсене (1907).
Кристина Ладд-Франклин стала первой женщиной в университете Джонса Хопкинса, претендующей на степень PhD по математике (1882 год). Однако попечители отвергли её степень и отказались изменить соглашение о допуске женщин; Ладд-Франклин получила свою степень только 44 года спустя. Первой женщиной со степенью PhD в университете стала Флоренция Баскомб в 1893 году.
Флоренс Сабин, американский учёный-медик, стала первой женщиной-преподавателем в Университете Джонса Хопкинса в 1902 году и стала первой женщиной-профессором в 1917 году.

## Скандалы
В 2015 году Университет Хопкинса оказался в центре скандала из-за преднамеренного заражения сифилисом граждан Гватемалы в период с 1945 по 1956 годы. Предыдущий иск в связи с экспериментами по сифилису в Гватемале, поданный 800 пострадавшими против правительства США на сумму 1 миллиард долларов, был отклонен в 2011 году, когда судья постановил, что правительство США не может нести ответственность за действия, совершенные за пределами США. Учёные университета проводили эксперименты над сотнями гватемальцев, заражая их препаратами венерических заболеваний, включая гонорею, сифилис и мягкий шанкр. Объектами экспериментов выступали заключённые, психически больные, проститутки и солдаты. Иск подавали трое выживших после экспериментов, супруги и дети испытуемых, которые сами заразились венерическими заболеваниями половым или врожденным путем, а также потомки подопытных, подавшие иски о неправомерной смерти родственников, умерших в результате осложнений, возникших в результате экспериментов.

## Центр ресурсов по коронавирусу
С 22 января 2020 года, с начала распространения инфекции, Университет открыл Центр ресурсов по коронавирусу, в котором собирает онлайн статистику и аналитику по пандемии коронавируса 2019, в том числе количество заболевших, излечившихся, вакцинированию по странам мира. Статистика ежедневно обновляется. В деятельности центр анализирует около 260 источников по коронавирусу. Согласно журналу Time, центр является одним из важных источников статистики о пандемии коронавируса в мире.